# Бриггс, Джефф
Джефф Бриггс (англ. Jeffery Briggs род. 10 марта 1957) — американский композитор, пишущий музыку к компьютерным играм.

## Биография
Джефф Бриггс родился 10 марта 1957 года.
Учился и получил дипломы в Иллинойсском университете в Урбане-Шампейне, и в Истменской школе музыки. Среди его преподавателей были Сэмюэль Адлер, Уоррен Бенсон, Джозеф Швантнер и Джон Мелби.
Бриггс работал и участвовал в проектах компании MicroProse. Например, участвовал в разработке игр серии Civilization, уже дошедшей до шестой части — Sid Meier's Civilization, Sid Meier’s Civilization II, и многих других.
В 1996 году, в компании MicroProse начался кризис, который привёл к её распаду. После распада, Джефф Бриггс, Сид Мейер и Брайан Рейнолдс основали новую компанию Firaxis Games, в которой работают по сей день. Совместно они выпустили игры — Sid Meier's Civilization III (с дополнениями Play the World и Conquest), Sid Meier's Civilization IV и многие другие.